# Акт о поправках к уголовному законодательству (1885)
Акт о поправках к уголовному законодательству, 1885 (англ. Criminal Law Amendment Act 1885) — последний закон, принятый в Соединённом королевстве Великобритании и Ирландии в 1885 году и вносящий некоторые изменения в уголовное законодательство страны. Законом вносились изменения в «Акт о преступлениях против личности» 1861 года. Закон был отменён на территории Англии и Уэльса в 1967 году в соответствии с Актом о половых преступлениях 1967 года, на территории Шотландии в 1980 году, в соответствии с Sexual Offences (Scotland) Act 1980.

## Основные положения закона
- Поднятие возраста согласия с 13 до 16 лет.
- Криминализация вовлечения девушек в проституцию путём введения наркотиков, запугивания или мошенничества.
- Введение уголовного преследования для владельцев помещений, допускающих на своей территории секс с несовершеннолетними.
- Криминализация похищения девушек до 18 лет с целью совершения с ней полового сношения.
- Наделение судов властью изымания девочек от их опекунов, если они потворствуют её соблазнению.
- Упрощение судопроизводства в отношении борделей.
- Ужесточение законов против содомии и криминализация любой гомосексуальной активности между мужчинами («Поправка Лабушера»).